# André Malraux
Georges André Malraux (født 3. november 1901 i Paris, død 23. november 1976) var en fransk forfatter og gaullistisk politiker.

## Liv
Malraux blev født i Paris.
Han var en politisk engageret figur og hans eventyrrige liv er genspejlet i hans romaner. I Cambodja blev han arresteret for at stjæle antikviteter bl.a. fra Angkor Wat. Han var en frivillig i den Spanske Borgerkrig. Under 2. verdenskrig var han medlem af den franske modstandsbevægelse, og han blev gaullist.
Malraux var fransk kulturminister i 1959-69.
I 1996 blev hans aske flyttet til Panthéon.

## Udvalgte bøger
- Les Conquérants (1928)
- La Voie royale (1930)
- Menneskets lod (La Condition humaine, 1933; vandt Goncourtprisen)
- L'Espoir (1938)
- Esquisse d'une psychologie du cinéma (1940) [Sketch for a Psychology of Cinema]
- Antimémoires (1967; autobiografi)
- Les Chênes qu'on abat (1971)
- Lazare (1977)